# Makes No Sense at All
Makes No Sense at All – piąty singel zespołu Hüsker Dü. Został wydany w sierpniu 1985 przez wytwórnię SST Records. Materiał nagrano między marcem a czerwcem 1985 w Nicollet Studios w Minneapolis.

## Lista utworów
1. "Makes No Sense at All" (B. Mould) – 2:35
2. "Love Is All Around" (S. Curtis) – 1:41

## Skład
- Bob Mould – śpiew, gitara
- Greg Norton – gitara basowa, śpiew
- Grant Hart – śpiew, perkusja

produkcja
- Bob Mould – produkcja
- Grant Hart – produkcja
- Steve Fjelstad – inżynier dźwięku